# Biagio Antonacci
Biagio Antonacci (Milano, 9 novembre 1963) è un cantautore e musicista italiano.

## Biografia

### Primi anni
Figlio di padre pugliese di Ruvo di Puglia (Paolo Antonacci, morto nel 2014) e di madre milanese, Antonacci è cresciuto a Rozzano. Già giovanissimo suona la batteria in gruppi di provincia, nonostante l'impegno scolastico per prendere il diploma da geometra. Il suo primo concerto lo ha tenuto al cinema Fellini di Rozzano, dove il cantante milanese si è esibito ad appena 10 anni con la sua prima band, i Falchi Junior. Dopo la maturità si arruola nell'Arma dei Carabinieri e frequenta la Scuola Allievi alla caserma Cernaia di Torino. Terminato il corso, svolge il servizio a Garlasco. Avendo saputo che il cantautore Ron risiede proprio a Garlasco, decide di conoscerlo: Ron lo sottopone a un provino e, convinto delle capacità di Antonacci, lo presenta al frontman degli Stadio, Gaetano Curreri, che lo fa debuttare in apertura di un suo concerto.
Nel 1988 Antonacci partecipa tra le Nuove Proposte al 38º Festival di Sanremo con il brano Voglio vivere in un attimo, senza accedere alla finale. Ottiene il primo contratto discografico con la PolyGram e il produttore Bruno Tibaldi che per intervento della moglie Simonetta si convince ad incontrarlo e nel 1989 viene pubblicato il suo primo album, Sono cose che capitano.
Il secondo album si intitola Adagio Biagio e viene pubblicato nel 1991. Il disco, il cui titolo trae ispirazione da una canzone ironica degli anni venti, viene promosso dai brani Danza sul mio petto e Però ti amo.
Dal 1993 al 2002 ha avuto un legame sentimentale con Marianna Morandi, figlia di Gianni, con la quale ha avuto due figli: Paolo e Giovanni. Successivamente, da Paola Cardinale ha avuto il terzo figlio: Carlo.

### Il successo
Nonostante l'interesse suscitato dai primi due album, Antonacci non è riuscito a raggiungere un grande successo nazionale ed è consapevole che se anche il terzo disco non dovesse soddisfare le aspettative che i discografici hanno su di lui si giocherebbe la carriera. In questi primi anni è piuttosto intensa anche la sua attività di autore, che comunque non viene meno negli anni seguenti. Tra gli altri artisti con i quali ha collaborato figurano gli Stadio (Per lei del 1989), Syria, Angela Baraldi, Flavia Fortunato e Annalisa Minetti.
Nel 1992, dopo aver firmato canzoni anche per Raffaella Carrà (Parole maledette), Mietta (Brivido di vita, Lasciamoci respirare) e Mia Martini (Il fiume dei profumi), propone il singolo, e relativo album, Liberatemi, con cui gira l'Italia – partecipando al Festivalbar – e ottiene finalmente un successo lusinghiero. L'album, prodotto da Mauro Malavasi, vende 150 000 copie e sancisce l'importanza di Biagio Antonacci nel panorama musicale italiano. Nonostante gli impegni riesce a dedicare del tempo all'altra sua passione, il calcio, e diventa titolare della Nazionale italiana cantanti.
In una di queste occasioni conosce don Pierino Gelmini e collabora al suo progetto per il recupero di giovani emarginati con diverse iniziative. Nel 1993 partecipa per la seconda volta al Festival di Sanremo con Non so più a chi credere, classificandosi ottavo nella sezione Campioni, e nello stesso anno è in tour per tutta l'Italia ottenendo un ottimo riscontro di pubblico. Pubblica una raccolta con lo stesso titolo del brano sanremese, nella quale compare per la prima volta su CD Se ti vedesse mamma, singolo uscito nel 1990. Nello stesso anno Mina incide Mille motivi, scritta per lei proprio da Biagio Antonacci. Nel 1996 partecipa al Lombardia Festival diretto da Luigi e Carmelo Pistillo (collaborazione artistica di Marco Mangiarotti).

### La conferma
Per il quarto album bisogna attendere il 1994, quando esce Biagio Antonacci, con cui si conferma artista di successo. I singoli estratti sono Non è mai stato subito seguito a ruota dalla ballad Se io, se lei. Il disco è ricco di potenziali singoli, e addirittura nell'estate del 1995 viene estratto un altro brano, Lavorerò, dall'arrangiamento vagamente reggae. Nella versione "album edit", compare anche la sua compagna Marianna alle prese con una strofa rappata. L'album vende oltre 300 000 copie.
Nel lavoro successivo, Il mucchio, pubblicato nel 1996, Antonacci compare oltre che come autore e interprete anche come produttore. Tra le 13 canzoni, Happy family scritta insieme a Luca Carboni e Se è vero che ci sei dove si è avvalso della collaborazione di Mel Gaynor, batterista dei Simple Minds. Del brano in questione verranno realizzate anche versioni in francese ed inglese, in duetto con la cantante e modella Viktor Lazlo.
Il sesto album, Mi fai stare bene, è prodotto completamente da Antonacci e le canzoni Quanto tempo e ancora e Iris (tra le tue poesie) ottengono un enorme successo. L'album vende oltre 800 000 copie e rimane in classifica per due anni. Il tour che segue riceve lo stesso entusiastico riscontro tanto che al Festivalbar 1999 Antonacci vince il Premio Tour.
Tra la tournée e gli impegni con la Nazionale italiana cantanti, nel 2000 produce Come una goccia d'acqua, disco della cantante Syria nel quale sono presenti tre sue canzoni, tra cui quella portata dalla cantante pontina al Festival di Sanremo 2001 Fantasticamenteamore. Nello stesso anno esce Tra le mie canzoni una raccolta dei suoi maggiori successi e il DVD Live in Palermo registrato durante il concerto del 10 luglio 1999. Antonacci conferma le sue doti di autore scrivendo, per Laura Pausini, il brano Tra te e il mare che riscuote consensi di critica e di pubblico in Italia e all'estero.
Nel 2001 viene pubblicato Volevo solo dirti che e l'album 9/nov/2001, album che parla di sogni, di stati d'animo, di amore, di sentimenti e di tutto ciò che oggi è abbandonato, emarginato, dimenticato. L'album vende oltre 400 000 copie e ottiene il Premio Lunezia per il suo valore musical-letterario.
Nel 2003 per il mercato spagnolo e sudamericano viene pubblicato Cuanto tiempo...y ahora che contiene 13 brani. Nell'aprile dello stesso anno è stato tesserato dalla Cavese 1919 per disputare una partita ufficiale, quella contro il Vittoria l'11 maggio dello stesso anno. A giugno è ospite del concerto di Firenze di Claudio Baglioni.

### Convivendo
Continua la collaborazione con Laura Pausini e per l'album Resta in ascolto scrive il brano Vivimi. Nel 2004 parte il progetto Convivendo con l'uscita della prima parte, seguita nel 2005 dalla seconda. Esperimento nuovo nel mercato musicale italiano che vede l'uscita di due mini album, in tempo diverso, invece del più classico disco doppio.
Convivendo - Parte I, uscito il 19 marzo 2004, vende oltre 500 000 copie ed è presente in classifica per 88 settimane consecutive, decretando il successo di brani come Non ci facciamo compagnia, Convivendo e Mio padre è un re. Al Festivalbar 2004 vince il Premio Album per Convivendo - Parte I. Nel febbraio dell'anno seguente esce quindi Convivendo - Parte II; i singoli estratti da questo album sono Sappi amore mio, Pazzo di lei e Immagina.
Nel 2005 il cantautore Simone Cristicchi scrive, canta e dedica un brano a Biagio Antonacci, Vorrei cantare come Biagio, che diventa un tormentone estivo. Il 2 luglio dello stesso anno, presso il Circo Massimo di Roma, si è tenuto uno dei concerti del Live 8 nel quale Antonacci ha partecipato ed ha cantato Immagina, Liberatemi, Se io se lei e Non ci facciamo compagnia. Il 31 agosto 2005, ai World Music Awards vince il premio Best-Selling Italian Male Artist (Artista maschile con più dischi venduti in Italia).
A metà settembre partecipa a O' Scià, l'ormai consueta "jam session" di Claudio Baglioni nell'isola di Lampedusa. Il 4 novembre 2005 esce il DVD ConVivo, registrato durante il concerto al Mediolanum Forum. Il 9 gennaio 2006 la FIMI dirama la Classifica Ufficiale Annuale e Convivendo - Parte II è il disco più venduto in Italia nel 2005.
Il 23 giugno 2006 esce il terzo album di Tiziano Ferro, Nessuno è solo, che contiene un duetto con Biagio Antonacci nel brano Baciano le donne. Nell'edizione 2006 dei Telegatti Antonacci è l'unico artista musicale ad essere candidato in tutte e tre le sezioni della categoria musica: Miglior disco, Miglior cantante e Miglior tournée. 

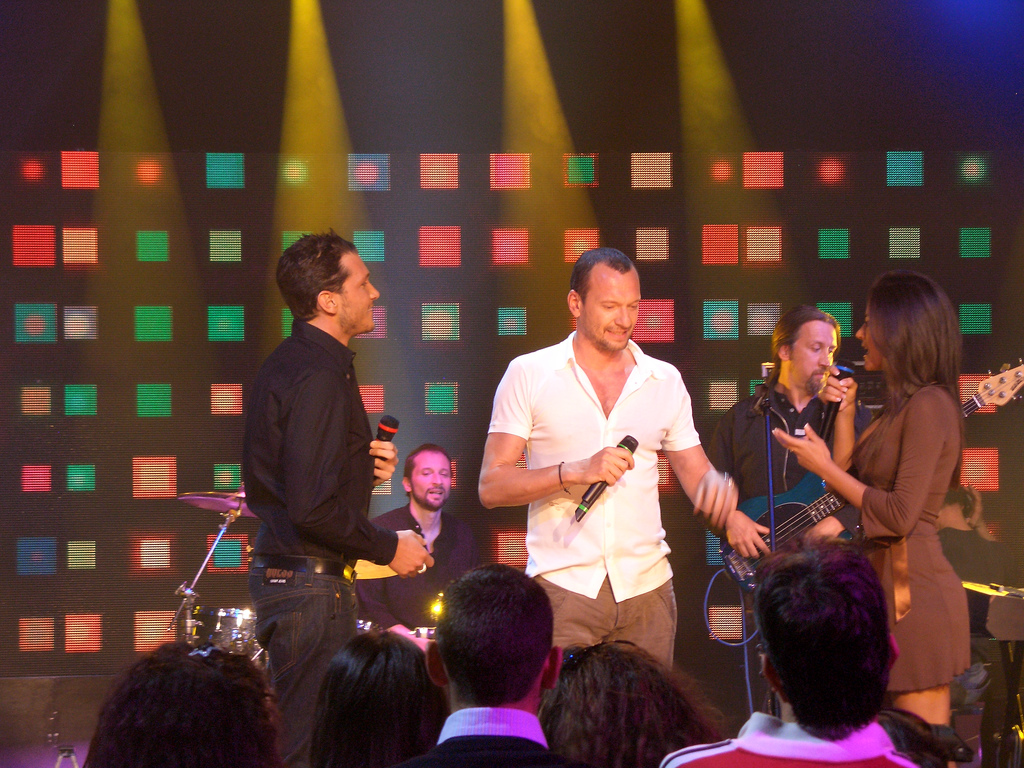
Biagio Antonacci a CD Live Estate nel 2007

### Vicky LoveeIl cielo ha una porta sola
Del marzo 2007, due anni dopo Convivendo, è Vicky Love, i cui tre singoli estratti per le classifiche furono Lascia stare, Sognami e L'impossibile.
Il 30 giugno 2007 si esibisce allo Stadio Giuseppe Meazza di San Siro davanti a 60 000 fans per il suo mega-concerto, il quale anticipa la tournée che partirà a novembre. Il 7 settembre dello stesso anno vince il Premio Album per Vicky Love al Festivalbar 2007. Il 15 dello stesso mese si esibisce all'annuale MTV Day di Milano in piazza del Duomo, eseguendo Sognami, L'impossibile, Lascia stare, Liberatemi e Convivendo.
Dal 9 novembre 2007 al 19 aprile 2008 si è tenuta una tournée la cui apertura è stata a Treviglio (BG) e la chiusura al PalaLottomatica di Roma.
Il 10 ottobre 2008 è uscito nelle radio Il cielo ha una porta sola, singolo di lancio che precede la pubblicazione dell'album omonimo, in uscita il 31 ottobre su etichetta Sony BMG. L'album contiene due brani inediti (scritti per la colonna sonora del film Ex di Fausto Brizzi) e tutti i più grandi successi di Antonacci scelti dai suoi fans tramite il sito Internet ufficiale, oltre a contenere le sue inedite versioni dei brani Tra te e il mare e Vivimi già incise da Laura Pausini. Per Tra te e il mare chiede e ottiene il permesso di utilizzare il riff di Start Me Up, successo dei The Rolling Stones del 1981, sottotitolandola quindi Rolling Version.

### Inaspettata
Il suo undicesimo album intitolato Inaspettata è uscito il 13 aprile 2010 ed è stato anticipato il 19 marzo dal singolo Se fosse per sempre. Durante un'intervista in cui gli è stato chiesto: «Perché la scelta della canzone Inaspettata come titolo dell'album?», il cantautore ha dichiarato: «Scelgo questo brano per dare un'entità al disco, mi piace molto Inaspettata, come ho amato in passato altri miei titoli, che comunque si riconoscevano in mezzo a tante cose.» Dall'album sono stati estratti anche i singoli Inaspettata con Leona Lewis, Chiedimi scusa, Buon giorno bell'anima e Ubbidirò con i Club Dogo.
Sempre nel 2010, Antonacci scrive per la concorrente del talent show Amici di Maria De Filippi Loredana Errore l'inedito Ragazza occhi cielo, singolo che segna anche il debutto della Errore con l'omonimo EP, che ottiene un buon successo e che contiene anche un altro inedito firmato dal cantautore, L'ho visto prima io e la cover di Oggi tocchi a me. Nel 2011, sempre per Loredana Errore, Antonacci scrive e produce il suo album di debutto L'errore, scrivendo tutti i pezzi dell'album. Nello stesso anno Antonacci si esibisce per tre sere consecutive all'Arena di Verona e viene premiato ai Wind Music Awards con il CD Multiplatino per le 120 000 copie vendute dell'album Inaspettata.
Nel periodo estivo si esibisce a Venezia in piazza San Marco e a Roma presso l'anfiteatro Flavio (Colosseo), quest'ultimo a scopo benefico per consentire agli studenti dei paesi in stato di guerra di soggiornare in Italia e contribuire al restauro del Colosseo.
Il 25 ottobre 2011 esce la versione CD/DVD del concerto al Colosseo e vengono annunciate le date del tour, che partirà nel maggio 2012 e che toccherà le maggiori città italiane. In contemporanea con l'uscita di Colosseo Antonacci annuncia che sta lavorando al suo prossimo album, che uscirà nei primi mesi del 2012. L'album Colosseo viene certificato disco d'oro per aver superato le 30 000 copie.

### Sapessi dire no
Nel gennaio 2012 sul suo sito ufficiale, sul profilo Facebook ufficiale e sulla pagina di YouTube viene pubblicato il documentario in 4 puntate sui concerti tenutisi all'Arena di Verona nel maggio 2011. Tra febbraio e marzo, sempre con la formula dei video, viene ufficialmente annunciato il suo dodicesimo album in studio, in uscita ad aprile. Tramite Facebook e Twitter, Antonacci comunica che il singolo, in rotazione radiofonica da venerdì 9 marzo, si intitola Ti dedico tutto.
Il 21 marzo Antonacci svela che il CD si intitola Sapessi dire no e ne mostra la copertina, disegnata da Milo Manara; sei giorni più tardi è ospite del programma televisivo Panariello non esiste per presentare in anteprima TV il singolo Ti dedico tutto. In questa occasione duetta inoltre con Laura Pausini sulle note di Vivimi.
Tra il 27 marzo e il 10 aprile il cantante ha pubblicato attraverso iTunes tre brani estratti da Sapessi dire no: Con infinito onore (27 marzo), Qui (3 aprile) e Dimenticarti è poco (10 aprile). L'album è stato infine pubblicato il 17 aprile e il giorno precedente lo ha presentato nei cinema del circuito The Space Cinema di Milano, in collegamento con le altre 35 sale del circuito in tutta Italia. In questa occasione Antonacci dichiara che l'intero album è dedicato al collega scomparso Lucio Dalla.
Il 25 maggio entra in rotazione radiofonica il secondo singolo, Non vivo più senza te, in collaborazione con Andrea Dessì e Massimo Tagliata dei Marea, rispettivamente il co-autore e il fisarmonicista solista del brano che diventa un vero e proprio tormentone estivo di quell'anno. Il 14 settembre in Italia, il 26 settembre a San Marino e il 29 settembre nella Città del Vaticano esce invece in radio il terzo singolo, Insieme finire. Come quarto e quinto singolo vengono rispettivamente scelti L'evento e Dimenticarti è poco.
Il 20 novembre viene pubblicata un'edizione speciale dell'album con una copertina che mette ancor più in evidenza il disegno del Maestro Milo Manara. Oltre ai 14 brani dell'edizione originaria, la riedizione contiene gli inediti One Day (tutto prende un senso), scritto e interpretato con Pino Daniele), e Ci vuole tempo, composto e registrato dall'artista durante le tappe del tour di Roma, Eboli e Bari. A questi brani si aggiunge una nuova versione di Dormi nel cuore (Sleep on My Heart), cantata in duetto con Rebecca Ferguson, e I soli, un omaggio di Antonacci a Giorgio Gaber.
A fine dicembre Sapessi dire di no viene certificato doppio disco di platino dalla FIMI per le oltre 120 000 copie vendute. È stato inoltre l'album italiano che ha primeggiato per numero di settimane di permanenza in testa alla classifica nell'anno 2012.

### L'amore comportaeBiagio
Il 28 febbraio 2014 entra in rotazione radiofonica Ti penso raramente: il singolo fa da apripista al nuovo album di inediti intitolato L'amore comporta, uscito l'8 aprile.
Prodotto tra Milano e Los Angeles con Michele Canova Iorfida e composto da 13 tracce, il disco viene presentato dallo stesso Antonacci con una diretta hangout il 7 aprile su YouTube e Google+. Il giorno prima lo stesso Antonacci aveva svelato sulla sua pagina Facebook il testo di una delle tracce, Dolore e forza.
Per celebrare il nuovo lavoro vengono anche annunciati due nuovi eventi dal vivo denominati Palco Antonacci. Il primo è previsto all'Arena della Vittoria di Bari il 24 maggio e vedrà come ospiti Alessandra Amoroso e Giuliano Sangiorgi, mentre il secondo andrà in scena il 31 maggio allo stadio di San Siro in Milano con ospiti Eros Ramazzotti e Laura Pausini.
L'11 febbraio 2015 è ospite durante la seconda serata del Festival di Sanremo 2015 condotto da Carlo Conti, esibendosi con un medley di Se io, se lei, Pazzo di lei, Sognami. Alla fine dell'esibizione dedica un omaggio a Pino Daniele cantando Quando, nell'arrangiamento acustico di Massimo Varini, con lui sul palco. Sarà quest'omaggio a segnare il picco d'ascolti della seconda serata, con oltre 13 milioni di spettatori. L'11 aprile 2015 è giurato d'eccezione durante la prima puntata del serale di Amici di Maria De Filippi.
Il 27 novembre 2015 è stata pubblicata la sua decima raccolta Biagio, anticipato a fine ottobre dal singolo inedito Ci stai. Il 19 febbraio 2016 è entrato in rotazione radiofonica il secondo singolo Cortocircuito, scelto dai fan del cantante attraverso una votazione avvenuta su Facebook; il relativo videoclip è stato presentato il 26 dello stesso mese.
Nello stesso anno ha collaborato con Zucchero Fornaciari alla registrazione dei cori del brano Ti voglio sposare, tratto dall'album Black Cat.

### Dediche e manie
Il 18 aprile 2017 Biagio Antonacci ha rivelato attraverso Facebook l'intenzione di pubblicare il quattordicesimo album in studio per il 10 novembre dello stesso anno. Il 26 settembre viene annunciato il primo singolo dell'album, In mezzo al mondo, uscito tre giorni più tardi.
L'album, intitolato Dediche e manie, ha debuttato al secondo posto della Classifica FIMI Album ed è stato certificato disco d'oro dalla FIMI.
Il 5 gennaio 2018 è uscito il secondo singolo Fortuna che ci sei, mentre il 6 aprile 2018 è uscito il terzo singolo Mio fratello.
Il 3 dicembre 2018 viene annunciata Laura Biagio Stadi Tour 2019, tournée estiva insieme a Laura Pausini in dieci stadi italiani, da giugno ad agosto 2019.

### Chiaramente visibili dallo spazio
Il 29 novembre 2019 Antonacci ha pubblicato il quindicesimo album Chiaramente visibili dallo spazio, anticipato qualche giorno prima dal singolo Ci siamo capiti male. Come spiegato dall'artista, il disco risulta essere più vicino alla musica acustica e al cantautorato ed è il frutto di un lavoro di squadra svolto con i produttori Taketo Gohara e Placido Salamone. I testi, invece, riflettono l'essere visibili dagli altri:
Per la promozione dell'album il cantante ha pubblicato durante il 2020 i singoli Ti saprò aspettare, Per farti felice e L'amore muore.
Il tour, inizialmente previsto con una serie di concerti al Teatro Carcano di Milano a partire dal 29 settembre 2020, viene rinviato a settembre 2021 e successivamente a novembre 2022 a causa della pandemia di COVID-19. Il tour verrà denominato Palco Centrale (con il palcoscenico al centro della scena e gli spettatori intorno) e le date milanesi cambieranno location, venendo convertite in due concerti al Mediolanum Forum con l'aggiunta inoltre di altre città. Il tour proseguirà poi in primavera ed estate 2023.
Il 27 maggio 2022 è uscito il singolo Seria, nel cui video compare come protagonista Federica Pellegrini, mentre il 2 settembre è uscito Telenovela. Nel 2023 usciranno altri due singoli: il 12 maggio Tridimensionale, mentre il 29 dicembre A cena con gli dei, il quale anticipa il nuovo album L'inizio in uscita il 12 gennaio 2024.
Il 27 ottobre 2023 esce il nuovo album di inediti di Laura Pausini Anime parallele, nel quale Biagio è autore del brano Più che un'idea.
Il 29 marzo 2024 esce Lasciati pensare, quinto singolo estratto del nuovo album. Dal 17 al 29 settembre 2024 sarà impegnato in dieci concerti all'anfiteatro del Vittoriale di Gardone Riviera.

## Discografia

### Album in studio
- 1989 – Sono cose che capitano
- 1991 – Adagio Biagio
- 1992 – Liberatemi
- 1994 – Biagio Antonacci
- 1996 – Il mucchio
- 1998 – Mi fai stare bene
- 2001 – 9/nov/2001
- 2004 – Convivendo Parte I
- 2005 – Convivendo Parte II
- 2007 – Vicky Love
- 2010 – Inaspettata
- 2012 – Sapessi dire no
- 2014 – L'amore comporta
- 2017 – Dediche e manie
- 2019 – Chiaramente visibili dallo spazio
- 2024 – L'inizio

### Album dal vivo
- 2011 – Colosseo
- 2014 – Palco Antonacci San Siro 2014 - L'amore comporta

### Raccolte
- 1993 – Non so più a chi credere
- 1998 – Biagio 1988-1998
- 2000 – Tra le mie canzoni
- 2008 – Best of Biagio Antonacci 1989 2000
- 2008 – Best of Biagio Antonacci 2001 2007
- 2008 – Il cielo ha una porta sola
- 2010 – Canzoni d'amore
- 2013 – Questo sono io
- 2014 – The Platinum Collection
- 2015 – Biagio

## Videografia
- 1993 – Liberatemi Live (Tour 1993)
- 2000 – Live in Palermo (concerto del 10 luglio 1999)
- 2005 – ConVivo (concerto dell'aprile 2005 al Mediolanum Forum)
- 2007 – San Siro 07 (concerto allo stadio Giuseppe Meazza nel 2007)
- 2009 – Anima intima anima rock (concerto al teatro Bonci di Cesena e al Mediolanum Forum)
- 2011 – Colosseo (concerto al Colosseo di Roma per l'UNESCO)

## Tournée
- 2012/13 – Sapessi dire no tour
- 2014 – Palco Antonacci 2014
- 2014/15 – L'amore comporta tour 2014-2015
- 2016 – Biagio Live Tour 2016
- 2017/18 – Dediche e manie tour 2017-2018
- 2019 – Laura Biagio stadi tour 2019 (con Laura Pausini)
- 2022/23 – Biagio Antonacci tour 2022-2023

## Autore
- 1989 – Stadio – Per lei
- 1990 – Angela Baraldi – Confusa
- 1990 – Raffaella Carrà – Parole maldette, Inviato speciale, Ballando Soca Dance, Sognando Soca Dance, Marrakesh, Che donna sarei, Amici miei, E' facile
- 1990 – Milva – Sono felice (coautore assieme a Ron)
- 1990 – Ron – Annessi e connessi, È solo una bugia (coautore assieme a Ron)
- 1991 – Flavia Fortunato – Se l'amore fosse
- 1991 – Mietta – Brivido di vita
- 1992 – Mietta – Lasciamoci respirare
- 1992 – Mia Martini – Il fiume dei profumi
- 1993 – Mina – Mille motivi
- 1994 – Paolo Vallesi – In viaggio
- 1999 – Annalisa Minetti – Si incomincia dalla sera
- 2000 – Laura Pausini – Tra te e il mare
- 2000 – Syria – Se t'amo o no
- 2001 – Syria – Fantasticamenteamore
- 2004 – Laura Pausini – Vivimi
- 2010 – Loredana Errore – Ragazza occhi cielo, L'ho visto prima io, Il muro, Cattiva, Che bel sogno che ho fatto, Madre che non ci sei, Fotto la poesia, La mia piccola casa, Kongo, Voglio solo te, Sincera, Poi te ne parlerò
- 2013 – Alessandra Amoroso – Non devi perdermi
- 2015 – Laura Pausini – Lato destro del cuore, Tornerò (con calma si vedrà), È a lei che devo l'amore
- 2023 – Laura Pausini – Più che un'idea

## Cover
- Marcella Bella:
  - Se io, se lei (2005)
- Laura Pausini:
  - In una stanza quasi rosa, En un cuarto casi rosa (2006)
- Ornella Vanoni:
  - Quanto tempo e ancora (2009)
- Loredana Errore:
  - Oggi tocchi a me (2010)
- Thomai Apergi:
  - Gine Girismos - Non vivo più senza te (2013)
- Helena Vondráčková:
  - Nemůžu bez tebe žít - Non vivo più senza te (2013)
- Andrea Dessì:
  - Non vivo più senza te - Jazz Version (2018)

## Altri lavori
- 2005 – Il mio cuore è un gran pallone (Zecchino d'Oro)
- 2008 – Se ami devi amare forte (libro)